# Ophite
Pour les articles homonymes, voir Ophite (homonymie).
L'ophite est une roche de type dolérite dont elle reprend la structure mais avec une inversion minéralogique très particulière et facilement reconnaissable. 
Elle comporte de grands cristaux d’olivine englobant des plagioclases.  Elle doit son nom à sa teinte verte issue des olivines et à son aspect de peau de serpent (en grec ancien, ὄφις = serpent), les taches claires étant les feldspaths plagioclases.

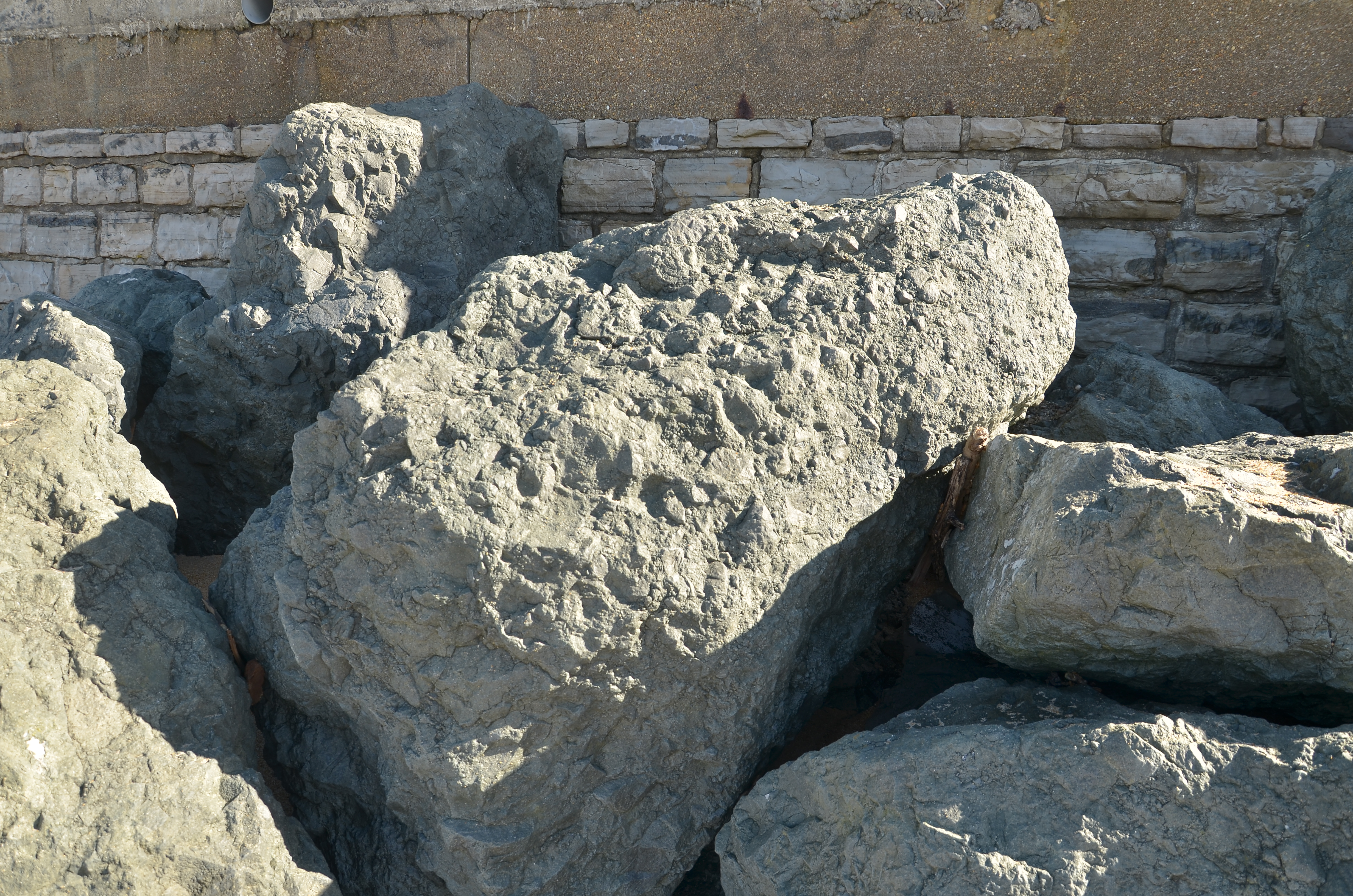
Rocher de digue à Anglet
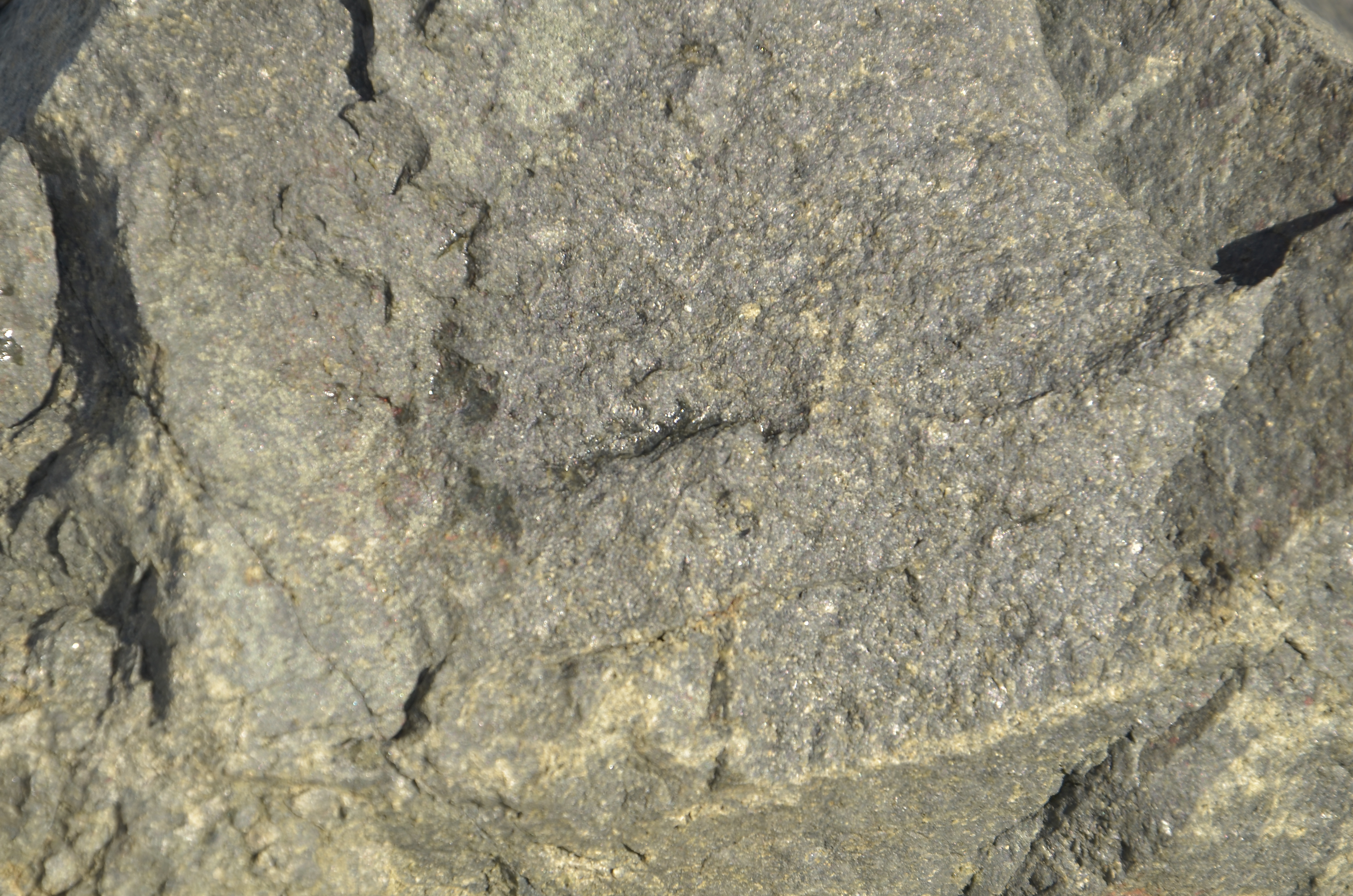
Rocher de digue à Anglet

Elle est issue de la cristallisation d'un magma qui n'a pas réussi à atteindre le contact sol / atmosphère, avec une cristallisation assez lente donnant naissance à une texture micro-grenue intermédiaire entre la texture magmatique plutonique grenue du gabbro et la texture magmatique volcanique du basalte. Les affleurements d'ophite se retrouvent le plus souvent sous la forme de filons intrusifs.
Cette roche est assez fréquente dans le Trias supérieur des Pyrénées. Les forages profonds de 200m ont mis en évidence des ophites datant de 200 Ma et traduisant le déchirement partiel de la croûte continentale en un sillon pré-océanique par rifting dans un contexte de divergence. Chimiquement, ces ophites s’insèrent dans la série magmatique de tholéïtes intra-continentales.

## Utilisation
La principale utilisation de l'ophite est la construction d'enrochements massifs et d'épis pour protéger le littoral des plages d'Anglet, et du sud des Landes, Tarnos, Ondres, Capbreton, Hossegor, Seignosse d'une érosion inexorable liée au Gulf Stream qui circule du sud vers le nord. Les blocs sont aussi utilisés pour la protection des digues de la baie de Saint Jean de Luz.

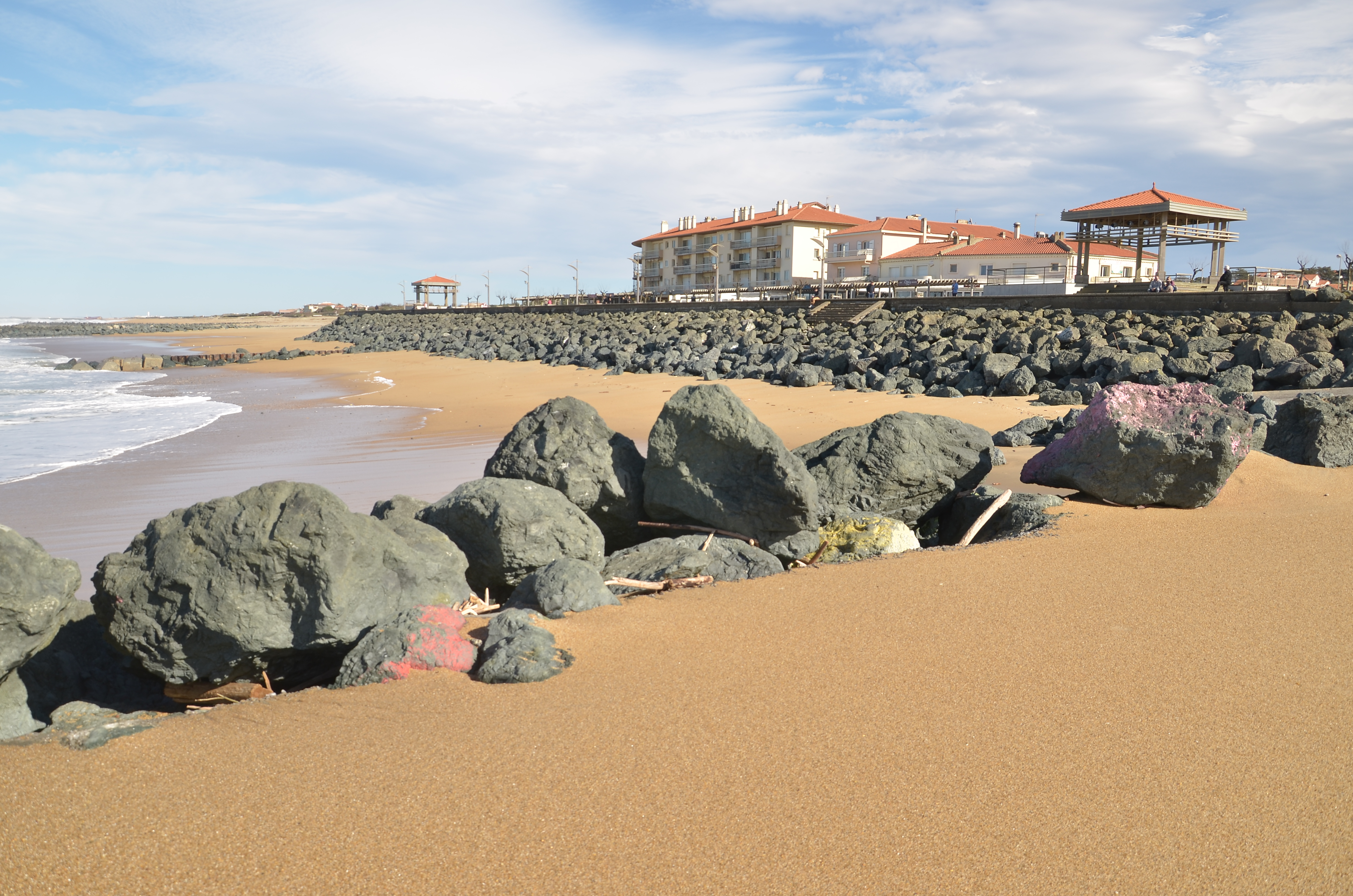
Épi à Anglet
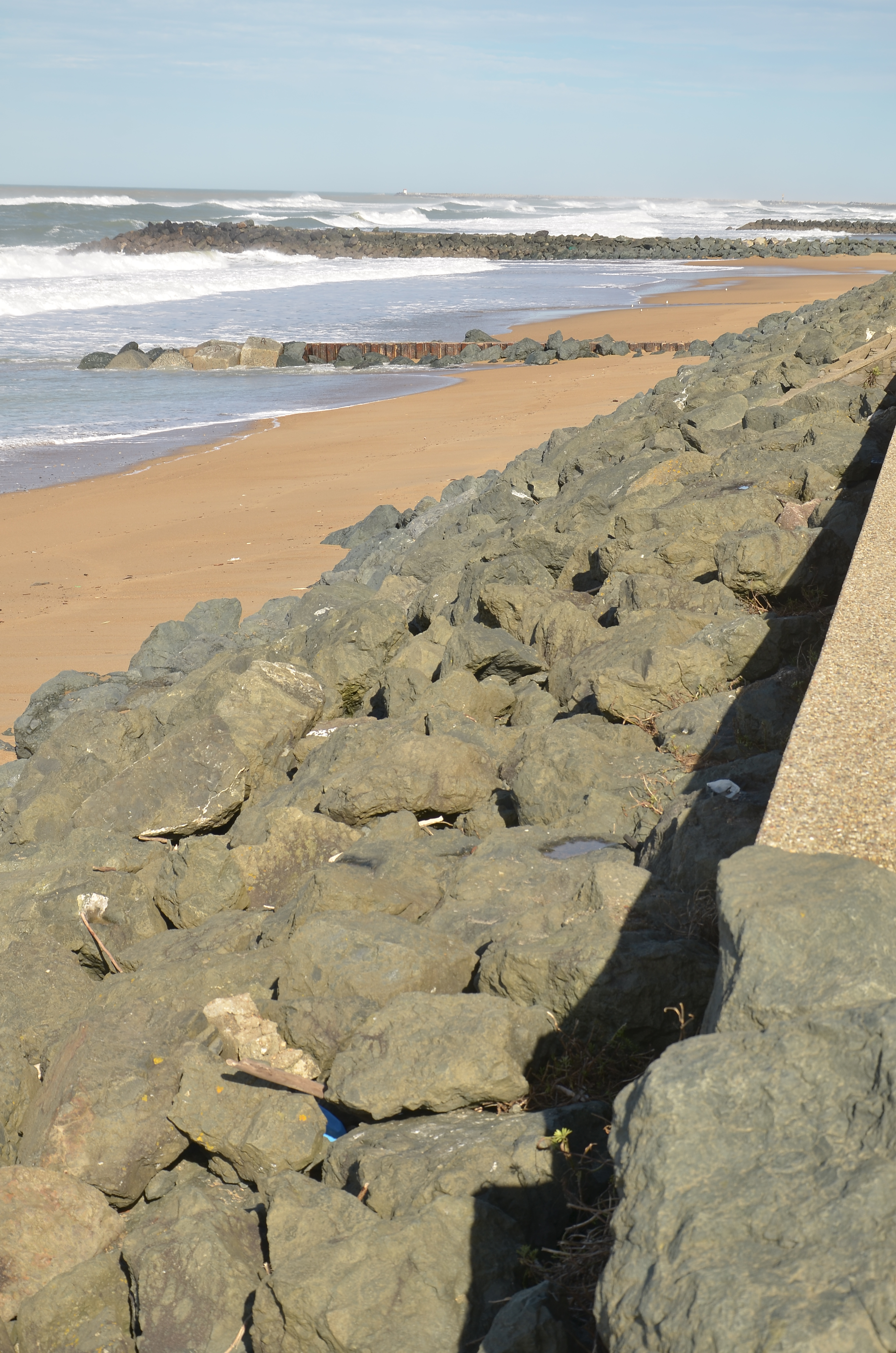
Enrochement à Anglet
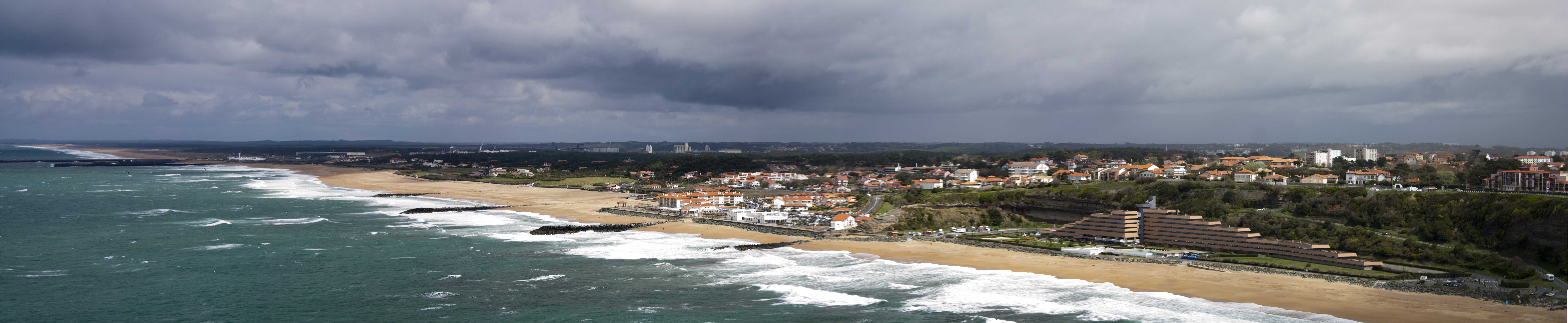
Côte d'Argent

L'ophite assure aussi la stabilité de l'embouchure de l'Adour avec au sud la digue des Cavaliers et au Nord la grande digue de Tarnos. Les blocs protègent de l'entrée des vagues et diminuent les phénomènes d'ensablement garantissant l'accès au port de Bayonne.